# Praia da Ponta d'Areia
A Ponta d'Areia é uma praia localizada na cidade de São Luís, no estado do Maranhão no Brasil. A praia tem cerca de 2,5 km de extensão entre o ponto arenoso Tia Maria e a Baía de São Marcos. É banhada pela Baía de São Marcos no interior do Golfão Maranhense no Oceano Atlântico. Está a uma distância de 4 km do centro urbano de São Luís. A praia está localizada muito próxima a Lagoa da Jansen e as duas fazem parte do Parque Estadual da Lagoa da Jansen por causa da ecologia da região.
A praia da Ponta d'Areia possui muitos bares e clubes de reggae em toda a sua extensão o que a torna muito movimentada nos finais de semana e muito procurada pela população e por turistas que visitam a cidade. Atualmente a praia da Ponta d'Areia se encontra em quase toda a sua extensão com placas de avisos sobre os índices altíssimos de coliformes fecais, que estão acima do permitido. Esses resultados foram dados pela Secretaria de Estado de Meio Ambiente do Maranhão (SEMA), que realizou pesquisas em todas as praias de São Luís.
A praia Ponta d'Areia embora seja um importante ponto turístico de São Luís enfrenta grandes problemas relacionados a estrutura. O problema mais sério é o lançamento de esgotos sem nenhum tratamento na praia. Esse esgoto é produzido pelos prédios que cercam a praia. Outro problema também é que os rios Anil e Bacanga já desaguam poluídos na praia, o que aumenta a quantidade de coliformes fecais na água. Embora todas as recomendações do SEMA, as pessoas que frequentam a praia afirmam que esta se encontra limpa. Esta afirmação vem principalmente de comerciantes e ambulantes que vendem seus produtos na praia.

## Etimologia
O nome Ponta d'Areia foi dado por causa de sua localização e formato, pois fica próxima a foz do rio Anil que forma uma ponta onde começa a praia.
Seu nome também deriva do Bairro que a circunda que é Ponta D'areia.

## Turismo
A praia da Ponta d'Areia é muito frequentada por turistas que visitam a cidade de São Luís. Nela foi construído o Espigão Costeiro da Ponta d"Areia. É considerado um importante ponto turístico da cidade pois está próxima ao centro da cidade, o que a torna de fácil acesso. Esta praia enfrenta grande problemas estruturais como esgotos a céu aberto e poluição da areia por resíduos plásticos e outro materiais.